# Jean II de Lantwyck
Pour les articles homonymes, voir Lantwyck.
Nobilis vir Jean II de Lantwyck, chevalier, seigneur de Blanden (1388), de Vaalbeek (1394) est le dernier sire de Horst de la maison de Lantwyck. Sa sœur Marie, épouse du chevalier Jean van Kraainem, est dame de Rethy.

## Armes des seigneurs de Rode et Horst et la famille (de/van) Lantwyck
Armes comme décrites: d'argent à trois fleurs de lis au pied coupé de gueules (Rode), au franc-quartier d'or a trois pals de gueules (Berthout, seigneurs de Malines). Le franc quartier est parfois brisé d'un franc quartier d'hermines qui est Berthout de Duffel, seigneurs de Rethy. Cimier : une fleur de lis de l'écu. (nombreuses variantes)

de Lantwyck
de Lantwyck (Rethy)

## Descendance
Il est le père de Jean, enfant naturel et le grand-père de 3 fils et une fille : Jean, Pierre, Wauthier et Catherine.

de Lantwyck d'argent à une fleur de lis de sable, au chef d'or à trois pals de gueules

## Propriétaires successifs duchâteau de HorstduXIIIesiècleà1369
- Jean de Horst (avant 1263 jusqu'à 1268/1291)
- Arnold de Lantwyck, chef de nom et d'armes de la maison de Lantwyck (avant 1268/1291 jusqu'à 1292)
- Mathilde de Lantwyck et Godfried de Gossoncourt (de 1292 jusqu’à 1292)
- Adam Ier de Lantwyck (de 1292 jusqu’à 1292)
- Jean Ier de Lantwyck et Marguerite de Tervueren (de 1292 jusqu’à 1312?)[6]
- Arnold de Lantwyck (de 1312? jusqu’à 1323?)
- Adam II de Lantwyck (de 1341 jusqu’à 1350?)
- Jean II de Lantwyck (de 1357 jusqu’à 1369)